# Maria Peszek
Pour les articles homonymes, voir Peszek.
Maria Teresa Peszek (née le 9 septembre 1973 à Wrocław) est une actrice et chanteuse polonaise. Elle a commencé à jouer en 1993. Elle a joué entre autres sur la scène du Théâtre Juliusz-Słowacki à Cracovie, ainsi qu'au Théâtre Studio et au Théâtre national à Varsovie. Elle a également joué dans plusieurs films pour le cinéma et la télévision.
Elle a commencé sa carrière musicale en 2005 en sortant un disque appelé Miasto mania. Trois ans plus tard, elle a enregistré l'album Maria Awaria. Les deux albums ont été accueillis positivement par la critique et le public, faisant d'elle l'une des artistes les plus populaires de la scène alternative polonaise. En octobre 2012, elle a sorti son troisième album, intitulé Jezus Maria Peszek.

## Biographie
Maria Peszek vient d’une famille liée au monde du théâtre : son père, Jan Peszek, est acteur. Son frère, Błażej Peszek, mène également une carrière d’acteur.
Son premier rôle comme actrice date de 1984, lorsqu’elle est apparue dans la série Rozalka Olaboga, où elle incarnait le rôle d’Aldzi Klos. Elle avait alors 10 ans. La même année, elle est montée sur la scène du Théâtre Juliusz Słowacki de Cracovie dans la pièce Les noces (Wesele) de Stanisław Wyspiański, mise en scène par Mikołaj Grabowski.

### Années 1990
Sa carrière professionnelle d’actrice a vraiment débuté le 6 janvier 1995 sur la scène du Théâtre Juliusz Słowacki dans l’adaptation de l’œuvre de Bruno Schulz, Le Sanatorium au croque-mort (Sanatorium pod Klepsydrą). Elle y tenait un quadruple rôle et son père était responsable du scénario et de la mise en scène. En 1996, elle termina ses études à l’École nationale supérieure de théâtre Ludwik Solski de Cracovie.
Après ses études, elle partit vivre à Varsovie. Elle a joué dans le film Nocne graffiti (Graffiti nocturne)  de Maciej Dutkiewicz. Elle s’est associée au Théâtre Studio à Varsovie. Elle y a joué dans Don Juan, mise en scène par Jerzy Grzegorzewski avec lequel elle a collaboré pour d’autres pièces jouées au Théâtre national de Varsovie comme dans Nuit de novembre (Noc listopadowa) de Stanisław Wyspiański (1997) et dans Le Mariage (Ślub) de Witold Gombrowicz (1998). En 1999, elle a reçu le prix de l’Association des Amis de Szczecin pour son rôle dans la pièce Bam lors du festival Kontrapunkt.

### 2000–2004
En 2000, elle a joué dans la pièce Visage de feu de Marius von Mayenburg, mise en scène par Piotr Łazarkiewicz. En 2001, elle a obtenu un prix pour son rôle dans la pièce Les Épousailles de Gogol, mise en scène par Jerzy Stuhr et jouée lors du festival de Sopot. Elle a joué dans le film Le Sorceleur (Wiedźmin), adapté du roman fantasy d’Andrzej Sapkowski et dirigé par Mark Brodzki. Elle a joué dans la pièce Histoires de famille de Biljana Srbljanović, mise en scène par Piotr Łazarkiewicz. En 2003, elle a joué dans le film Ubu roi dirigé par Piotr Sulkin.

### 2005–2007
En novembre 2005, elle a sorti son premier album sous le label Kayax (créé par la chanteuse Kayah), Miasto mania. L’album a été enregistré en collaboration avec Wojciech Waglewski et ses fils, Fisz et Emade. L’album a obtenu un beau succès en atteignant la sixième place des ventes en Pologne d’après l’OLiS, qui est la liste officielle des ventes de la ZPAW (la société polonaise de l'industrie phonographique). Il a également reçu un disque de platine. De même, le single Miasto mania a été reçu positivement et a atteint une haute place dans les charts en Pologne.
Au début de 2006, l’album a reçu le prix Fryderyk de la Production musicale de l’année, et Maria Peszek a reçu le Fryderyk de la Révélation de l’année. Le deuxième single, Nie mam czasu na seks (Je n’ai pas le temps pour le sexe) est sorti au printemps 2006. Le vidéoclip pour cette chanson a reçu deux prix lors du Festival polonais des vidéoclips (Festiwal Polskich Wideoklipów Yach Film) pour l’image et la mise en scène.
En janvier 2007 est sorti le single W deszczu maleńkich żółtych kwiatów (« Dans la pluie des petites fleurs jaunes »), enregistré par le groupe Myslovitz et sur lequel Maria Peszek prête sa voix.

### 2008-2011
Le 19 septembre 2008, Maria Peszek a sorti son deuxième album intitulé Maria Awaria. C’est un album concept sur lequel l’artiste évoque les thèmes du sexe et de la matérialité du corps. Le premier single destiné à promouvoir l’album était le titre Ciało (Le corps), dont le texte a suscité la controverse. L’album a reçu des critiques flatteuses et a suscité de nombreuses controverses, en particulier au sein des milieux politiques de droite. Le magazine Fakt a critiqué Maria Peszek pour « sa façon dégoûtante de parler du sexe » et « son ironie envers la danse populaire polonaise » (le kujawiak). Le journal Nasz Dziennik a qualifié la musique d'« obscène et vulgaire » et a désapprouvé « le mépris de la chanteuse pour les valeurs traditionnelles ».
Le disque Maria Awaria n’a pas seulement été un succès artistique, mais aussi un succès commercial. Il est arrivé en première position des albums en vente en Pologne (d’après l’OLiS, la liste officielle des ventes de la ZPAW). En moins d’une semaine, l’album a obtenu un disque d’or, et un disque de platine le 17 novembre. Au début du mois de novembre est sorti le deuxième clip pour le titre Rosół (« Bouillon »).
Le 13 janvier 2009, Maria Peszek a obtenu le prix Passeport de Polityka pour son album Maria Awaria dans la catégorie musique populaire. En avril elle a obtenu deux prix Frederyk dans la catégorie Auteur de l’année et meilleur album de musique alternative. L’album s’est vendu en tout à 55 000 exemplaires.

### À partir de 2012
En septembre 2012, Maria Peszek a donné une interview dans laquelle elle a révélé qu’elle avait été atteinte pendant un long moment de neurasthénie. En octobre, elle a sorti son troisième album intitulé Jezus Maria Peszek, sur lequel elle évoque la lutte contre la maladie, mais aussi la religion, le fait d’être polonais ou encore les rôles sociaux traditionnels.

## Filmographie
- 2018 : Nina : Lola
- 2022 : Queen : Wilotta "Viola"